# صخور طبرقة
صخور طبرقة - تكوين صخري في شمال غرب تونس، على ساحل البحر الأبيض المتوسط إلى الغرب من مدينة طبرقة. خلقت الصخور سلسلة من الصخور الشاهقة على طول ساحل البحر.